# Haugh Bridge
Die Haugh Bridge ist eine Straßenbrücke in der schottischen Ortschaft Haugh of Urr in der Council Area Dumfries and Galloway. 1971 wurde das Bauwerk in die schottischen Denkmallisten in der höchsten Denkmalkategorie A aufgenommen. Des Weiteren bildet die Haugh Bridge zusammen mit einer Brücke über den Spottes Burn sowie dem Bridgend House ein Denkmalensemble der Kategorie B.

## Beschreibung
Die am Südrand von Haugh of Urr gelegene Haugh Bridge wurde um 1763 als Teil einer Militärstraße erbaut. Der Mauerwerksviadukt aus Bruchstein führt eine nach Castle Douglas führende Nebenstraße über das Urr Water. Die rund 30 m lange Bogenbrücke überspannt den Fluss mit zwei ausgemauerten Segmentbögen. Bei einer Restaurierung im Laufe des 19. Jahrhunderts wurden sie möglicherweise neu ausgemauert. Am Pfeiler treten beidseitig spitze Eisbrecher heraus. Sie laufen in flache Ausweichbuchten für Fußgänger aus. Gemauerte Brüstungen mit Natursteinkappen begrenzen die Fahrbahn. An den Auffahrten fächern sie auf.